# Корёга (посёлок)
Корёга — поселок в Буйском районе Костромской области. Административный центр Центрального сельского поселения.

## География
Находится в западной части Костромской области на расстоянии приблизительно 4 км на запад по прямой от железнодорожного моста через Кострому в районном центре городе Буй на левобережье реки Кострома.

## История
Официальная дата основания поселка 1936 год. Однако, еще в начале XIX века здесь находился погост Егорий с деревянной церковью и часовней. В 1819 на погосте была построена каменная Георгиевская церковь. Позднее у погоста выросло село Георгиевское, принадлежавшее в начале XIX века буйскому уездному предводителю дворянства Н. П. Лермонтову. В 1929 был основан Буйский леспромхоз, в котором создали Корежский сплавной участок «Подлинный», от которого к разъезду Корёга на железной дороге Данилов-Буй протянули в 1932 году ветку. В 1945 году село Георгиевское было присоединено к поселку.

## Население
Постоянное население составляло 701 человек в 2002 году (русские 97 %), 659 в 2022.

## Достопримечательности
Георгиевская церковь.